# Skottlands regioner
Skottlands regioner var en administrativ uppdelning som användes mellan 1975 och 1996. De ersatte grevskapen och blev i sin tur ersatta av kommuner. Alla regioner utom de tre öregionerna Yttre Hebriderna, Shetlandsöarna och Orkneyöarna var indelade i distrikt.